# Nederland op de Paralympische Zomerspelen 1960

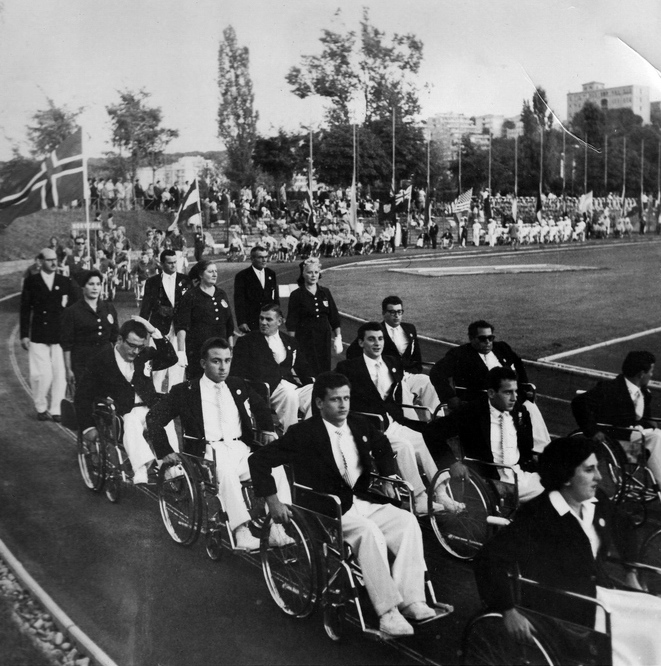
Nederland op de Paralympische Zomerspelen 1960

Nederland nam deel aan de Paralympische Zomerspelen 1960 in Rome.

## Medailleoverzicht
| Sport       | Olympiër           | Discipline                           | Medaille |
| ----------- | ------------------ | ------------------------------------ | -------- |
| Zwemmen     | Arriëns-Kappers    | 25 m Crawl complete class 1 (v)      | Goud     |
| Zwemmen     | Arriëns-Kappers    | 25 m Rugslag incomplete class 1 (v)  | Goud     |
| Zwemmen     | Arriëns-Kappers    | 25 m Schoolslag complete class 1 (v) | Goud     |
|             |                    |                                      |          |
| Atletiek    | D. Kruidenier      | Kegelwerpen C (m)                    | Zilver   |
| Atletiek    | D. Kruidenier      | Vijfkamp (m)                         | Zilver   |
| Basketbal   | Namen Onbekend     | Mannen                               | Zilver   |
| Zwemmen     | E. Gaarlandt       | 50 m Schoolslag complete class 3 (v) | Zilver   |
| Tafeltennis | J. Jacobs Van Aart | Dubbelspel klasse A (m)              | Zilver   |

## Deelnemers en resultaten
(m) = mannen, (v) = vrouwen (g) = gemengd 

### Atletiek
| Paralympiër   | Onderdeel         | Resultaat | Prestatie |
| ------------- | ----------------- | --------- | --------- |
| D. Kruidenier | Kegelwerpen C (m) | Zilver    | 42.10 m   |
| D. Kruidenier | Vijfkamp (m)      | Zilver    | 4717 pt   |

### Basketbal
| Paralympiër    | Onderdeel | Resultaat | Prestatie |
| -------------- | --------- | --------- | --------- |
| Namen onbekend | Mannen    | Zilver    |           |

### Tafeltennis
| Paralympiër        | Onderdeel               | Resultaat | Prestatie |
| ------------------ | ----------------------- | --------- | --------- |
| J. Jacobs Van Aart | Dubbelspel Klasse A (m) | Zilver    |           |

### Zwemmen
| Paralympiër     | Onderdeel                            | Resultaat | Prestatie |
| --------------- | ------------------------------------ | --------- | --------- |
| Arriëns-Kappers | 25 m Crawl complete class 1 (v)      | Goud      | 41.6 s    |
| Arriëns-Kappers | 25 m Rugslag incomplete class 1 (v)  | Goud      | 50.4 s    |
| Arriëns-Kappers | 25 m Schoolslag complete class 1 (v) | Goud      | 50.5 s    |
| E. Gaarlandt    | 50 m Schoolslag complete class 3 (v) | Zilver    | 1:32.2 s  |